# Ermita de San Juan Bautista (La Yesa)
La ermita de San Juan Bautista es un templo situado en una elevación rocosa del terreno, en el municipio de La Yesa. Es Bien de Relevancia Local con identificador número 46.10.262-003.

## Descripción
Es un edificio de planta rectangular. Está construido de mampostería y cubierto por tejado a dos aguas. No presenta ninguna decoración exterior. El acceso se realiza por un lateral, mediante un porche situado entre dos amplios contrafuertes y que da acceso a un arco ojival en el que se encuentra la puerta.
El interior está cubierto por techumbre sostenida por vigas. A inicios del siglo XXI, se halla vacío, aunque los procesos de restauración han detenido su deterioro. Destacan en el interior los tres arcos apuntados de sillares que arrancan desde el suelo y el templete del presbiterio en estilo renacentista semiderruido. Hay restos de otros altares y un púlpito de piedra con escalera exenta. Una puerta rectangular a la derecha  daba paso a la sacristía.

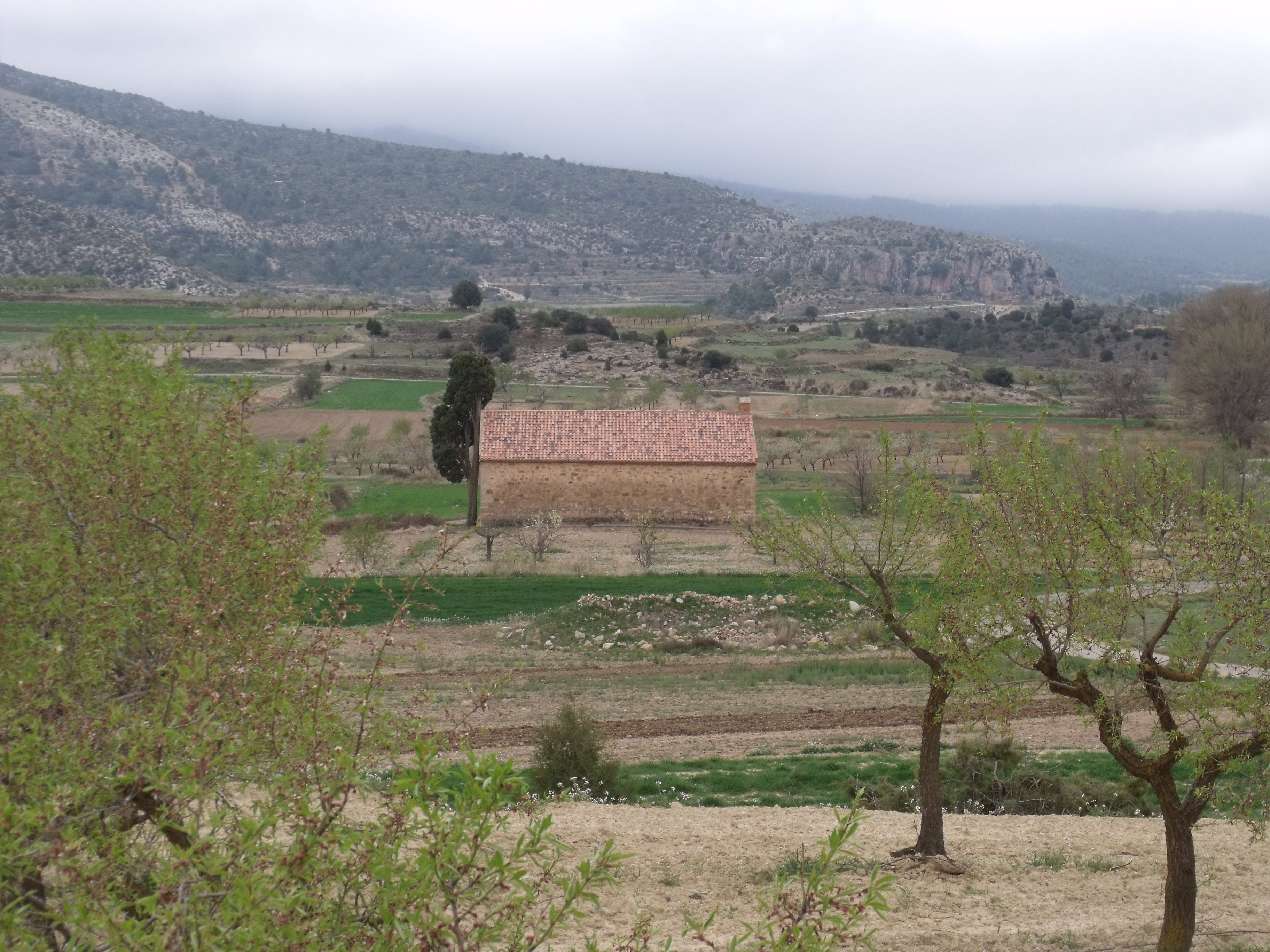
Vista general
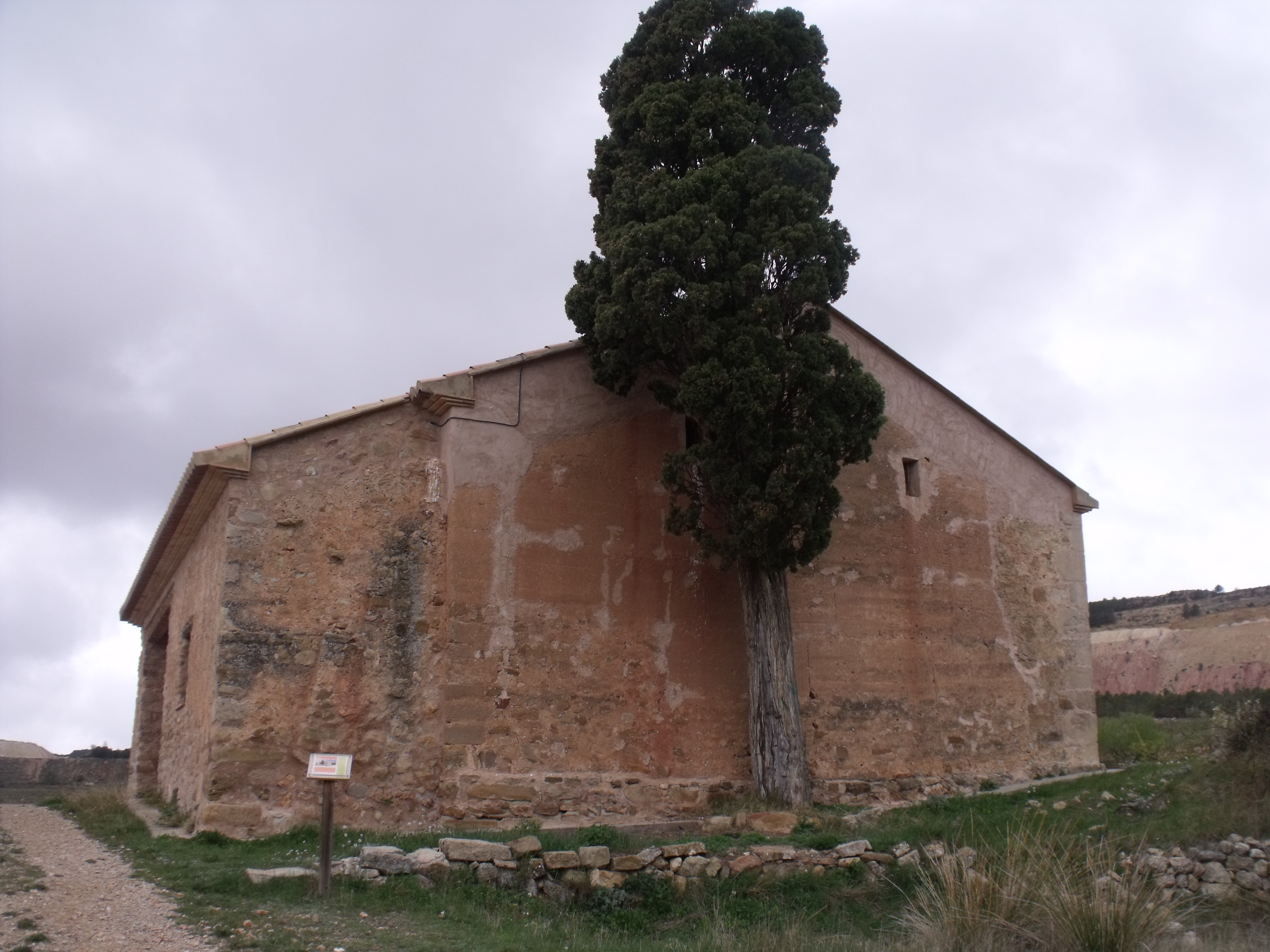
Vista trasera
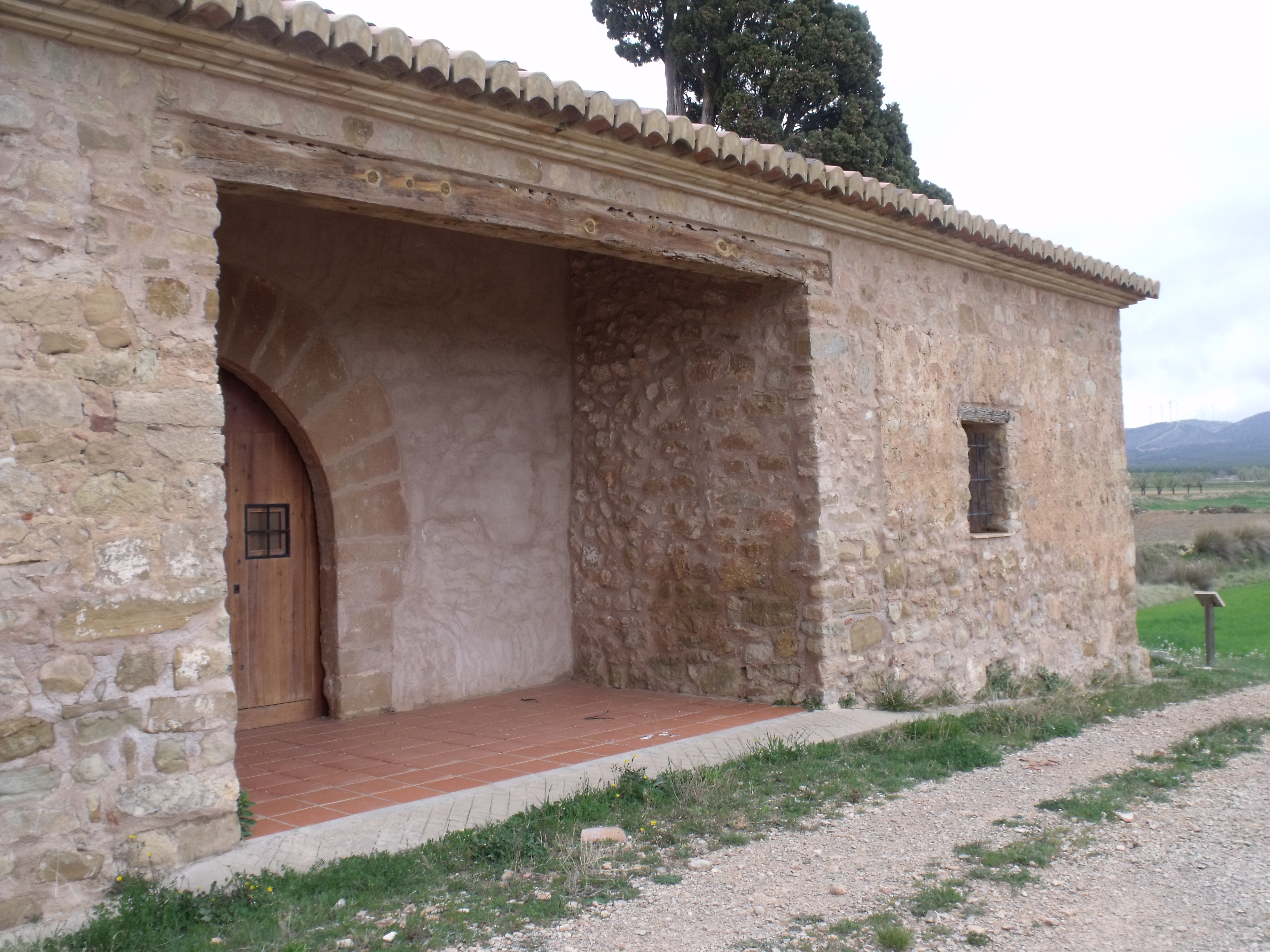
Fachada principal
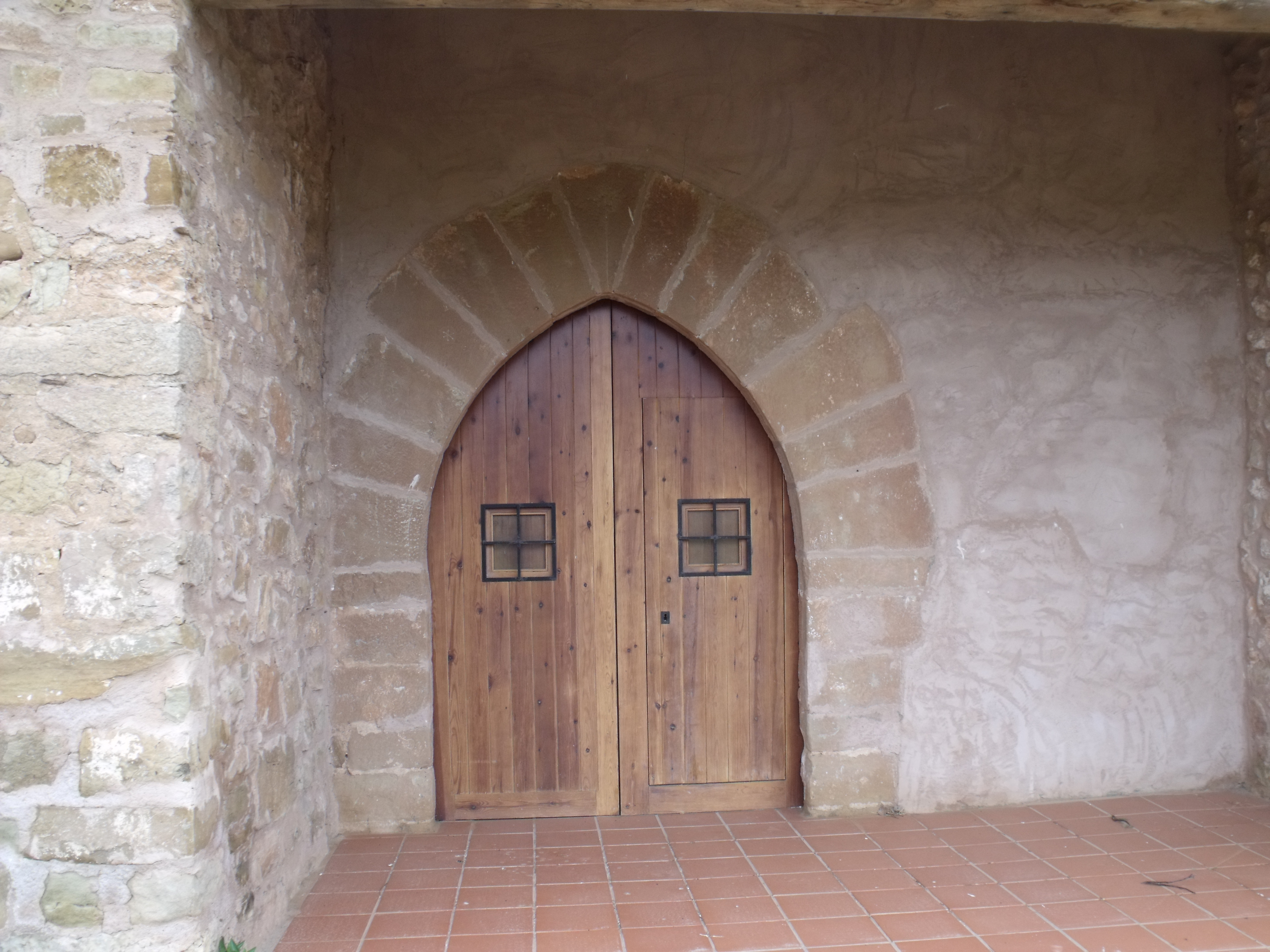
Puerta de acceso